# Art of Illusion

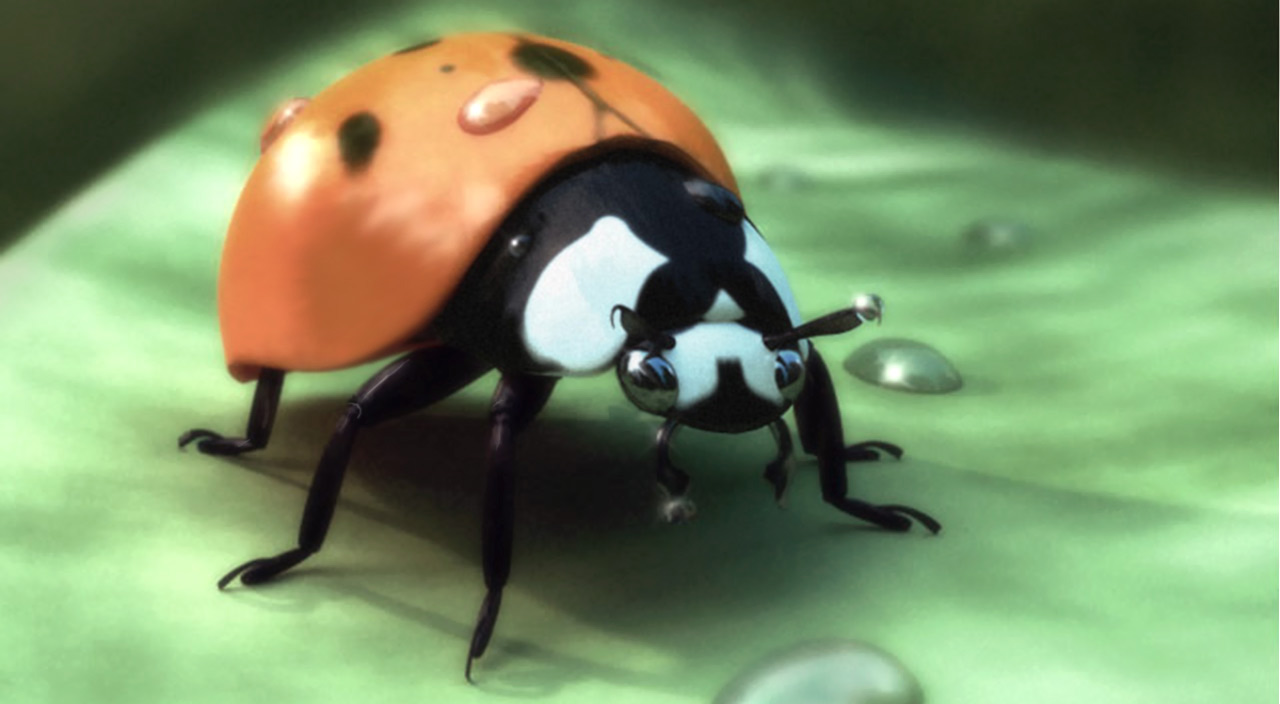
Rain drops are still falling on my antennas” (autor: Jyrki Ihalainen), grafika wykonana w programie Art of Illusion.

Art of Illusion – program open source do modelowania i renderowania obrazów oraz animacji trójwymiarowych. Jest napisany całkowicie w Javie.

## Możliwości
Posiada wiele cech, które pozwalają mu rywalizować z najpoważniejszymi programami komercyjnymi tego typu. Część ze standardowej funkcjonalności w tego typu aplikacjach obecna w programie:
- Tworzenie krzywych, wielokątów, brył (prostopadłościan, sfera, stożek, walec) i siatek (triangle mesh)
- Tworzenie zespołu obiektów na podstawie szablonu
- Oświetlenie (punkty świetlne, światło kierunkowe, reflektory)
- Kamery
- Modelowanie brył:
  - suma, różnica
  - przekształcanie (np. za pomocą wyciągnięcia lub przesunięcia) ścian, krawędzi i punktów bryły
  - definiowanie stopnia wygładzenia (zaokrąglenia) punktów i krawędzi
  - przemieszczanie, obracanie, skalowanie

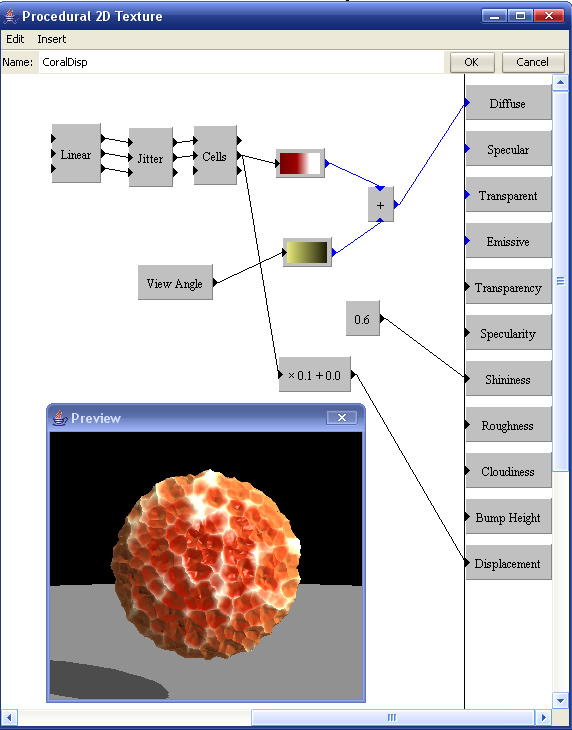
Graficzny edytor tekstur proceduralnych

- Tekstury jednolite, bitmapowe i proceduralne (2D i 3D)
  - możliwość definicji różnych atrybutów m.in. kolorów, lśnienia, przezroczystości, jasności, nierówności, przemieszczenia
  - stosowanie do atrybutów funkcji, m.in. suma, różnica, łączenie, mnożenie, dzielenie, minimum, maksimum, funkcji trygonometrycznych, a także zdefiniowanych przez użytkownika
  - szablony (turbulencja, komórki, drewno itp.)
- Materiały jednolite i proceduralne z atrybutami: kolor, przezroczystość, gęstość, rozpraszanie
- Rendering
  - ray tracing
  - oświetlenie globalne
  - antyaliasing
  - łagodne cienie